# 神奈川県道604号愛甲石田停車場酒井線
座標: 北緯35度25分0.7秒 東経139度21分25.7秒 / 北緯35.416861度 東経139.357139度

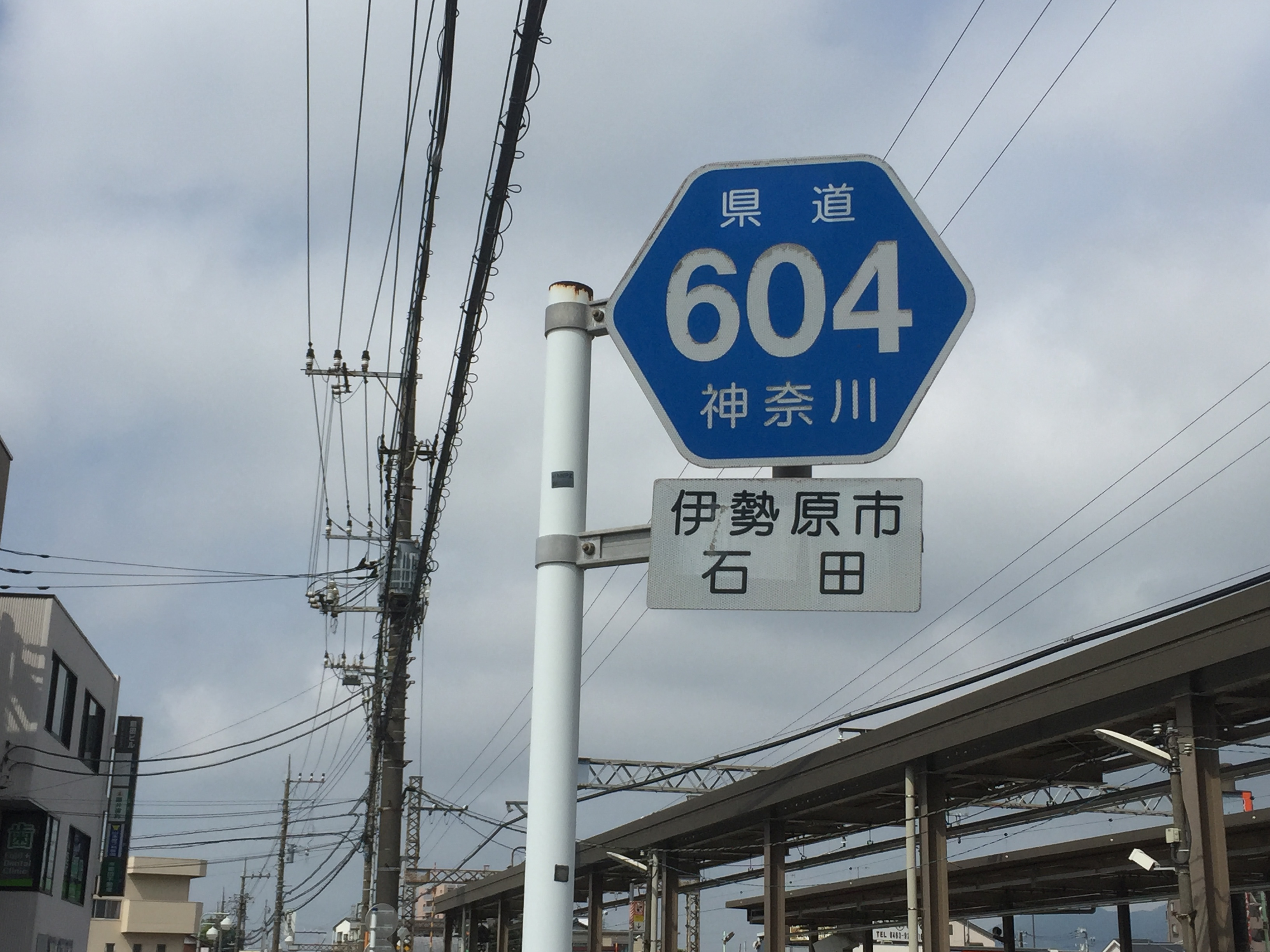
県道番号標示（伊勢原市石田、小田急小田原線愛甲石田駅前）

神奈川県道604号愛甲石田停車場酒井線（かながわけんどう604ごうあいこういしだていしゃじょうさかいせん）は、神奈川県厚木市を起点・終点とする一般県道。別線の一部区間は伊勢原市にかかっている。

## 概要
- 全長：2.7km
- 起点：
  - 厚木市愛甲 愛甲石田駅前（国道246号接続）
  - 伊勢原市石田 愛甲石田交差点（国道246号接続）
- 終点：厚木市岡田・酒井 岡田交差点（神奈川県道601号酒井金田線接続）

## 路線状況

### 重複区間
- 愛甲石田駅前 - 愛甲宮前交差点（国道246号）
- 田谷交差点 - 片平交差点（小田原厚木道路・神奈川県道63号相模原大磯線別線）

## 地理

### 通過する自治体
- 神奈川県
  - 伊勢原市（別線のみ） - 厚木市

### 経路および交差する道路

#### 本線
- 神奈川県厚木市
  - 愛甲石田駅前（国道246号、北緯35度25分4秒 東経139度20分36秒）
  - 愛甲宮前交差点（国道246号、北緯35度25分8.4秒 東経139度20分40.4秒）
  - 立体交差（小田急小田原線、北緯35度25分7.2秒 東経139度20分42.9秒）
  - 信号無交差点（愛甲）（県道604号別線、北緯35度25分5秒 東経139度20分48.1秒）
  - 宿愛甲交差点（県道604号別線、北緯35度25分4.7秒 東経139度20分49.4秒）
  - 宿下橋（旧玉川、北緯35度25分3.6秒 東経139度20分53.1秒）
  - 田谷交差点/厚木西IC（小田原方面出入口/東名方面入口）（小田原厚木道路・神奈川県道63号相模原大磯線別線、北緯35度25分1.4秒 東経139度21分2.8秒）
  - 片平交差点（県道604号別線・神奈川県道63号相模原大磯線別線、北緯35度25分6.8秒 東経139度21分8.7秒）
  - 新宿橋（新玉川、北緯35度24分57.7秒 東経139度21分38秒）
  - 酒井前田交差点（国道129号、北緯35度24分58.9秒 東経139度21分43.8秒）
  - 岡田交差点（神奈川県道601号酒井金田線、北緯35度25分0.1秒 東経139度21分50.2秒）
- Google マップ

#### 別線
- 神奈川県伊勢原市
  - 愛甲石田交差点（国道246号、北緯35度24分59.8秒 東経139度20分31.3秒）
  - 愛甲石田1号踏切（小田急小田原線、北緯35度25分0.1秒 東経139度20分33.8秒）
- 神奈川県厚木市
  - 信号無交差点（愛甲）（県道604号本線）
  - 宿愛甲交差点（県道604号本線）
  - 玉川橋（旧玉川、北緯35度25分10秒 東経139度20分52.2秒）
  - 片平交差点（県道604号本線・神奈川県道63号相模原大磯線別線）
- Google マップ

### 周辺
- 愛甲石田駅
- 円光寺
- 大厳寺
- 厚木西IC
- 厚木市立東名中学校